# Event Horizon Telescope

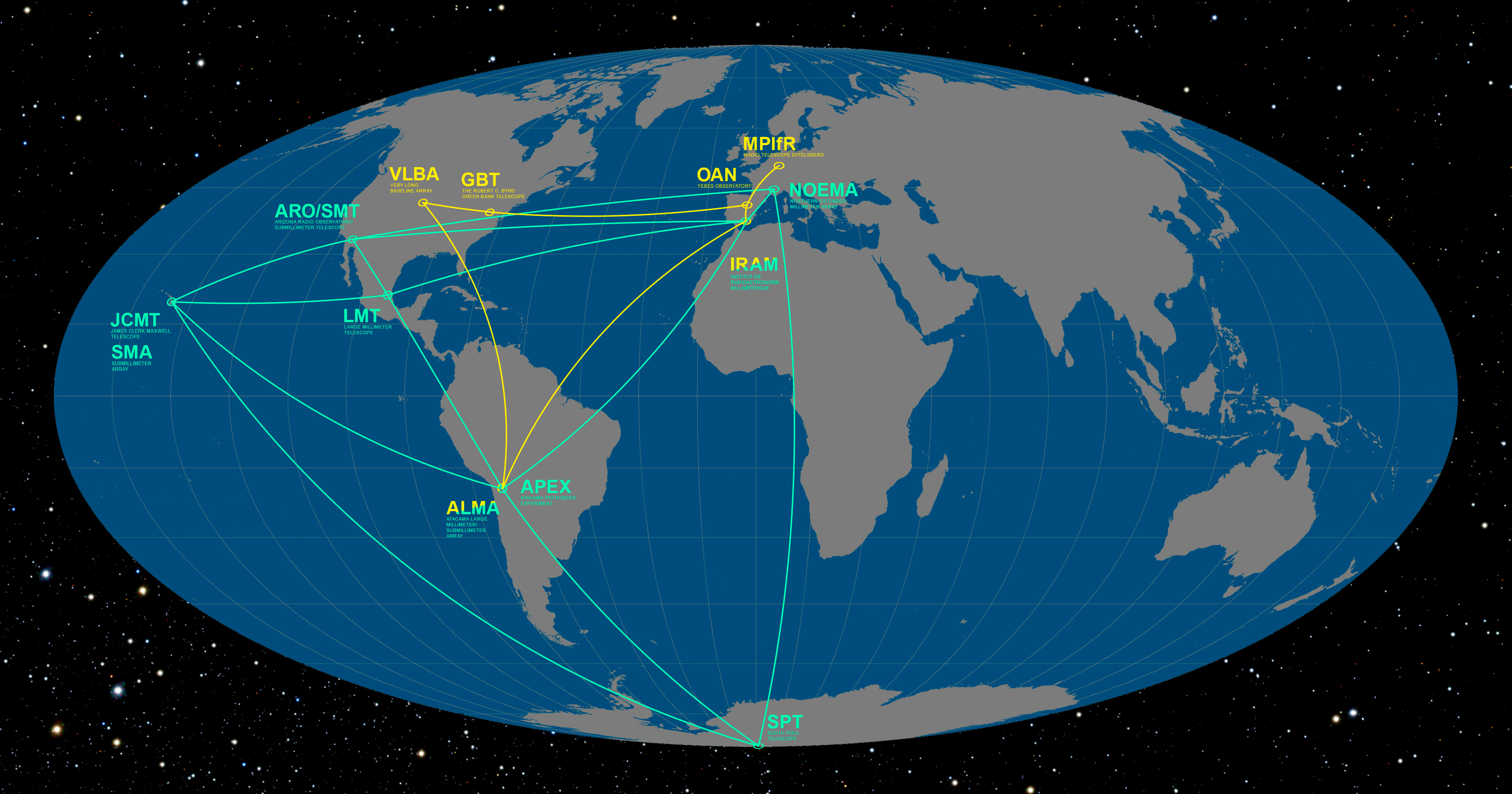
Einzelobservatorien des Event Horizon Telescope

Das Event Horizon Telescope (EHT, deutsch Ereignishorizontteleskop) ist ein Verbund von Radioteleskopen, um mittels Very Long Baseline Interferometry (VLBI) weit entfernte Schwarze Löcher zu untersuchen. Radioteleskope auf der ganzen Welt nehmen dafür Signale auf, die durch die Schwarzen Löcher verursacht werden. Die sich daraus ergebenden Messreihen werden gespeichert (für Internet-Versand sind die Datenmengen zu groß) und auf Datenträgern (Racks mit Festplatten) zu Computerzentren (wie dem VLBI-Korrelator am Bonner Max-Planck-Institut für Radioastronomie) gebracht, wo sie ausgewertet werden. Der große Abstand der Teleskope auf der Erdoberfläche macht dabei eine Winkelauflösung möglich, die weit über jener der einzelnen Radioteleskope liegt.
Die ersten beiden Ziele des Verbunds sind das supermassereiche Schwarze Loch Sagittarius A* im Zentrum der Milchstraße und das Schwarze Loch im Zentrum der elliptischen Riesengalaxie M87. Damit sollen Vorhersagen der allgemeinen Relativitätstheorie überprüft sowie Erklärungsansätze zur Entstehung der äußerst energetischen Jets supermassereicher Schwarzer Löcher gefunden werden.
Erste Vorschläge, wie der „Ereignishorizont“ oder genauer der „Schatten“ (man „sieht“ nicht den Ereignishorizont, sondern das durch die Krümmung des Lichts durch das schwarze Loch entstehende Bild der Umgebung mit einem Schatten in der Mitte) mit zusammengeschalteten Radioteleskopen beobachtet werden könnte, wurden im Jahr 2000 von Heino Falcke, Fulvio Melia und Eric Agol gemacht. Die Pläne für das EHT wurden konkretisiert bei einem Treffen der Radioastronomen im Januar 2012 in Tucson („Bringing Black Holes into Focus: The Event Horizon Telescope“). Beobachtet wird bei einer Wellenlänge von 1,3 mm (230 GHz); Beobachtungen bei noch kürzeren Wellenlängen (0,87 mm, entsprechend 345 GHz) sind 2019 in Vorbereitung. Das Schlüsselelement zum Erfolg des EHTs ist, dass das Radio-Interferometer ALMA im Jahr 2016 bei 230 GHz VLBI-fähig gemacht wurde (ebenso im 86-GHz-Band, entsprechend 3,5 mm Wellenlänge, im Global Millimeter VLBI Array, GMVA). Es nahm am Anfang April 2017 erstmals an VLBI-Beobachtungen bei 86 GHz (GMVA) und 230 GHz (EHT) teil, was die Auflösung in Nord-Süd-Richtung um einen Faktor drei und die Empfindlichkeit stark verbesserte. 2022 gelang auch ein Bild von Sagittarius A*.
Seit 2019 ist im Rahmen des EHT der Aufbau des African Millimetre Telescope in Namibia geplant.
Direktor des EHTs ist seit August 2020 Huib Jan van Langevelde. Gründungsdirektor ist Shep Doeleman. Der Vorsitzende des EHT-Boards ist Colin J. Lonsdale; Gründungsvorsitzender des Boards ist Anton Zensus. Der wissenschaftliche Beirat wird von Daniel Marrone, Nachfolger von Heino Falcke geleitet. Der EHT-Kooperation wurden der Breakthrough Prize in Fundamental Physics und die Albert-Einstein-Medaille (jeweils für 2020) zugesprochen sowie der Breakthrough of the Year für 2019.

## Schwarzes Loch in der Galaxie M87

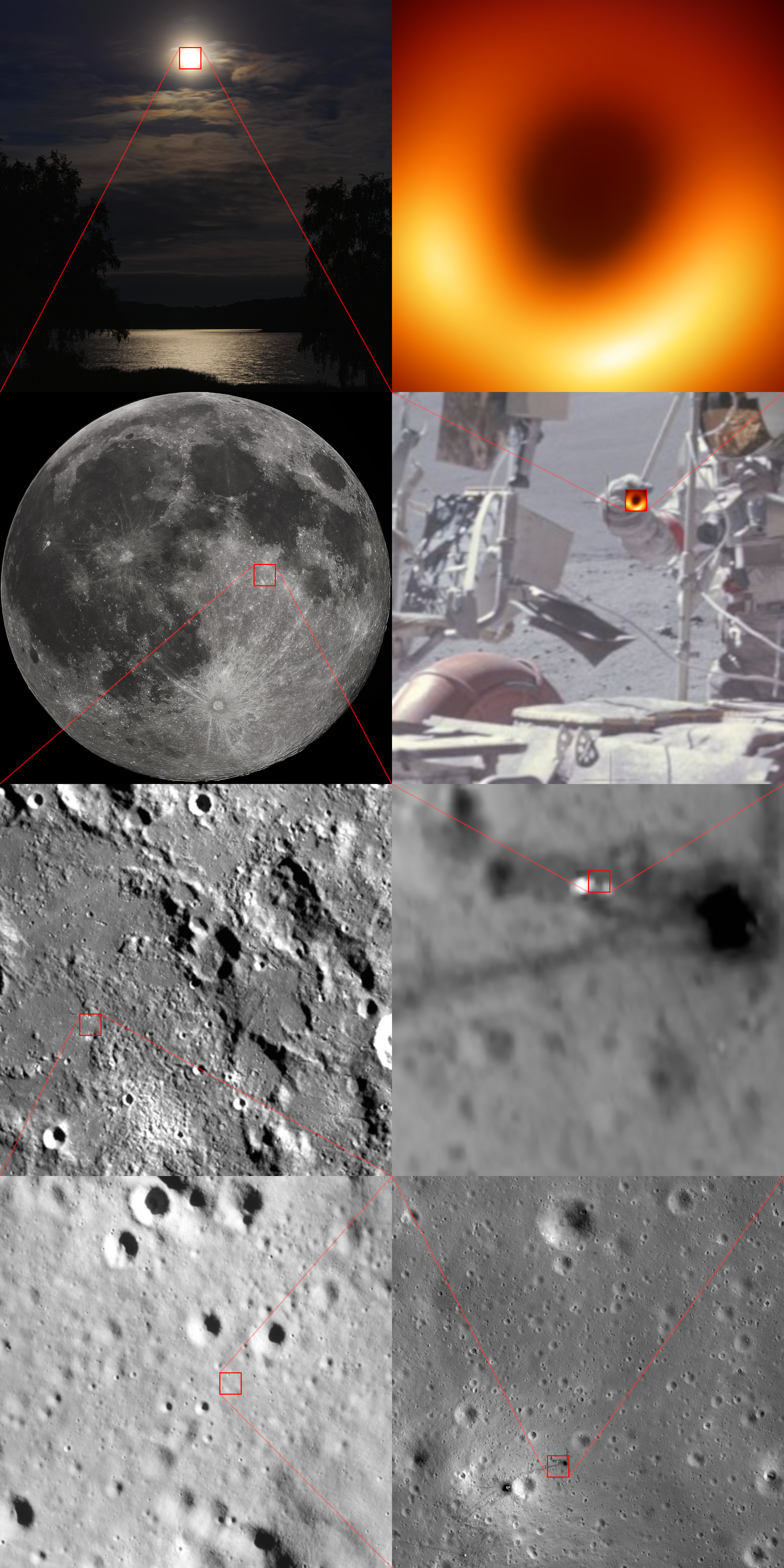
Eine Reihe von Fotos vom Mond, die als Beispiel die Vergrößerung des Event Horizon Telescope illustrieren. Links oben der Mond wie ein menschliches Auge ihn auf der Erde sieht (ohne optische Täuschungseffekte im Gehirn). Die folgenden Bilder vergrößern jeweils um einen Faktor 19,3, wobei gegen den Uhrzeigersinn vorgegangen wird. Das Schwarze Loch entspricht einem Tennisball in der Hand eines der Astronauten von Apollo 16 neben dem Lunar Roving Vehicle (LRV), angedeutet durch ein kleines Farbfoto des schwarzen Lochs. Das letzte Foto oben rechts stellt das supermassive Schwarze Loch in M87 dar in der entsprechenden Vergrößerung um einen Faktor von einer Milliarde.

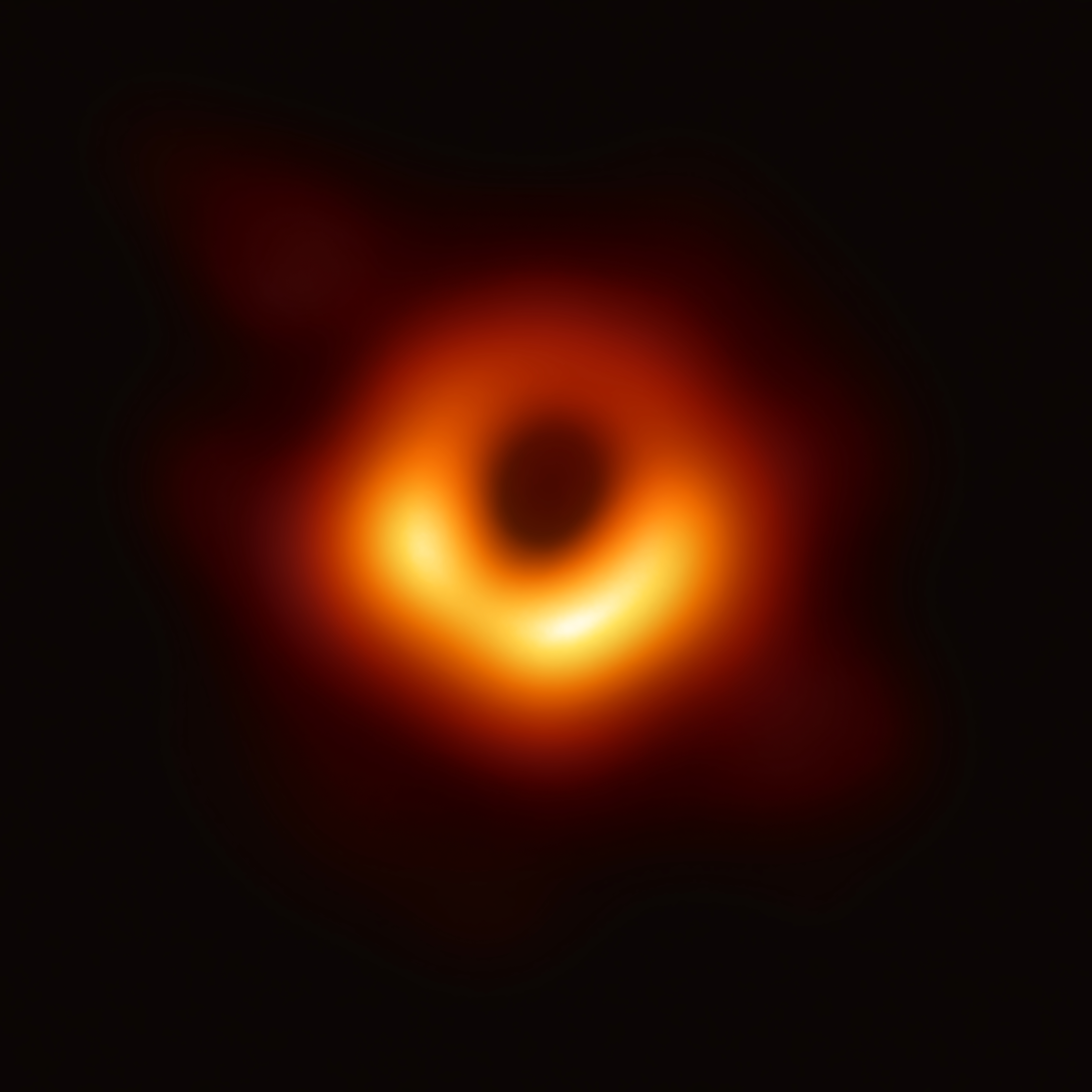
Erste veröffentlichte Darstellung des „Schattens“ und der Akkretionszuflüsse eines Schwarzen Lochs, berechnet aus Aufnahmen des Event-Horizon-Teleskops (Kern der Galaxie Messier 87)

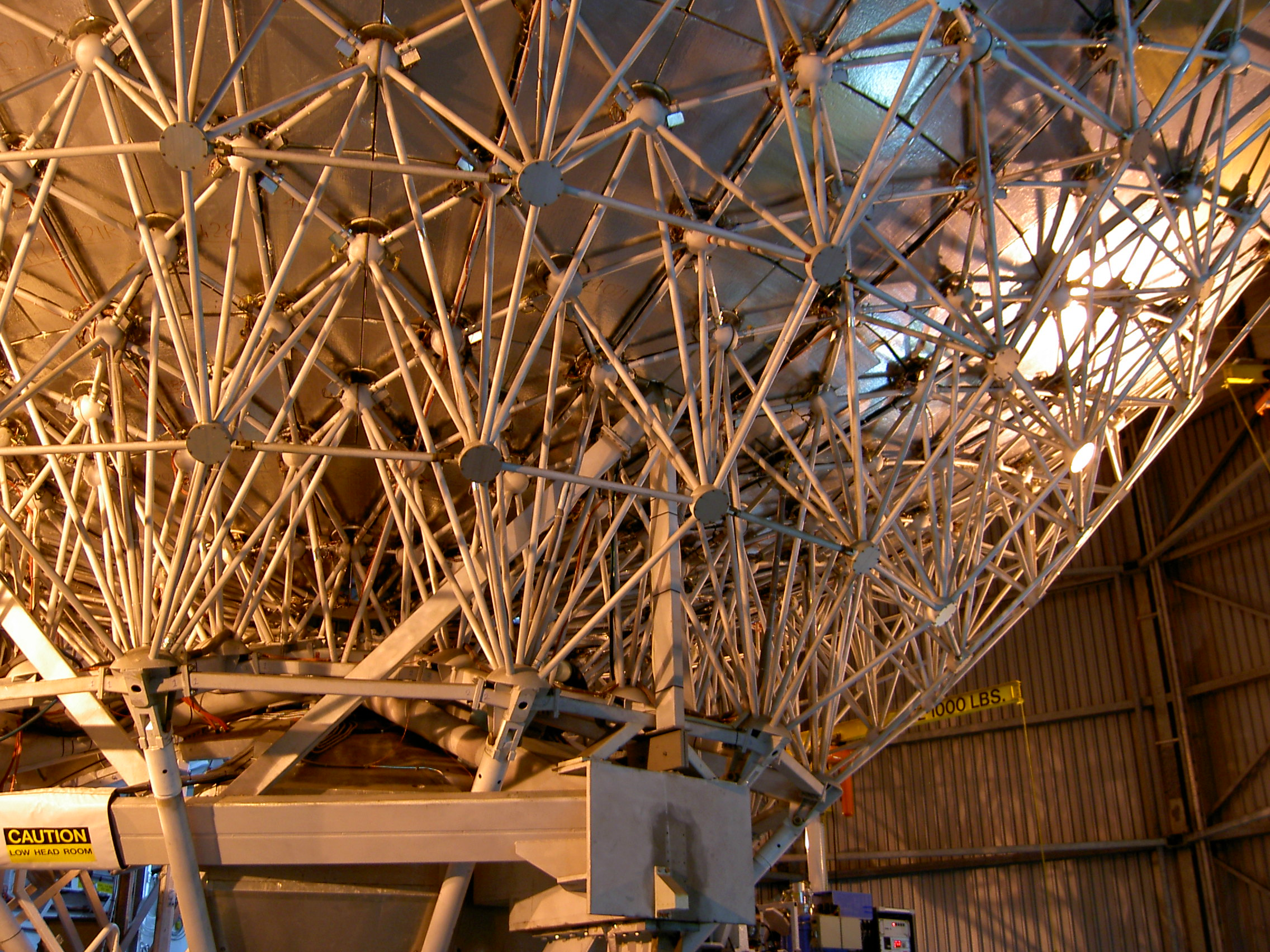
Rückseite des 15 Meter großen James-Clerk-Maxwell-Teleskops

Am 10. April 2019 wurden die ersten hochauflösenden Aufnahmen des aktiven Kerns der Galaxie M87 der Öffentlichkeit vorgestellt. Dabei handelte es sich um das Endergebnis einer monatelangen Analyse mit komplexen Bildverarbeitungsalgorithmen und Ausschluss von Störeffekten. M87 ist 55 Millionen Lichtjahre von der Erde entfernt, und das Schwarze Loch im Zentrum hat eine Masse, die vor der nunmehr vorliegenden Beobachtung mit dem EHT auf 6,6 Milliarden Sonnenmassen geschätzt wurde. Abgebildet wurden erstmals die durch Gravitation ringförmig verzerrt abgebildeten Akkretionsflüsse von aufgeheizter Materie um ein Schwarzes Loch. Der dargestellte Ring hat einen Durchmesser von 42 ± 3 Mikro-Bogensekunden und eine Breite von weniger als 20 Mikro-Bogensekunden. Der innere Rand des Rings kann aus dem Vergleich mit verschiedenen Computersimulationen mit dem sogenannten Schatten des Schwarzen Lochs identifiziert werden. Als Schatten wird die gravitativ verzerrte Projektion des Bereichs bezeichnet, aus dem kein Licht entkommt und der durch den Photonenorbit begrenzt ist, auf dem das eingefangene Licht das Schwarze Loch umkreist und durch Störungen entweder entkommen kann oder vom Schwarzen Loch aufgenommen wird. Das Schwarze Loch rotiert bei Draufsicht von der Erde wie in den veröffentlichten Abbildungen im Uhrzeigersinn. Die hellen Stellen am unteren Rand des Rings sind durch eine um 17 bis 18 Grad zur Sichtlinie des Betrachters geneigte Rotationsachse und relativistisches Beaming in Richtung des Beobachters erklärbar. Der Schwarzschildradius als kennzeichnende Größe für den Ereignishorizont beträgt dagegen 4 bis 7 Mikrobogensekunden, der dunkle Bereich im Bild entspricht dem sogenannten Schatten des Schwarzen Lochs, der sich aus Gravitationslinseneffekten der Photonemissionen in unmittelbarer Nähe des Schwarzen Lochs ergibt. Er ist bis zu fünfmal größer als der Ereignishorizont. Die berechneten Bilder zeigen sehr gute Übereinstimmung mit Simulationen auf Basis der allgemeinen Relativitätstheorie und übertraf die Erwartungen und überraschte beteiligte Wissenschaftler wie Anton Zensus, den Direktor des Bonner Max-Planck-Instituts für Radioastronomie.
Eine direkte Verbindung zum Jet von M87 ergibt sich nicht aus den Aufnahmen. Aufgrund der Neigung der Rotationsachse zur Sichtlinie und relativistischen Effekten ist auch im Optischen nur einer der beiden Jets von M87 zu erkennen.
Viele Aussagen ergeben sich aus dem Vergleich der Bilder mit Computersimulationen (durchgeführt von der Gruppe von Luciano Rezzolla von der Universität Frankfurt), aufgrund der Verzerrung durch die starke Gravitation sind aber die Rückschlüsse auf die zugrundeliegenden Szenarien nicht immer eindeutig – beispielsweise würde sich ein ähnliches Bild ergeben, wenn man auf die Kante einer strahlenden Plasmascheibe um das Schwarze Loch sieht, da durch die Raumzeitkrümmung Ober- und Unterseite gleichzeitig sichtbar wären. Die Vergleiche reichen für eine Abschätzung der Masse des Schwarzen Lochs zu 6,5 ± 0,7 Milliarden Sonnenmassen, nicht aber für eine Festlegung des Drehimpulses. Bei einem rotierenden Schwarzen Loch verändert sich die Form des Ereignishorizonts (Kerr-Metrik), die Abweichung beträgt aber nur rund vier Prozent und hängt vom Blickwinkel ab. Ausgeschlossen werden kann eine Nackte Singularität, da der Schatten kleiner und deutlich asymmetrischer wäre.
An der Entstehung der Bilder (insgesamt entstanden vier jeweils an einem Beobachtungstag) waren an vier Tagen im April 2017 acht Teleskope beteiligt. Die acht Teleskope waren weltweit verteilt: in Arizona (SMT, Submillimeter Telescope), Chile (Atacama Large Millimeter/submillimeter Array (Alma) und Atacama Pathfinder Experiment, Apex), Hawaii (Submillimeter Array, SMA, James Clerk Maxwell Telescope, JCMT), Mexiko (Large Millimeter Telescope, LMT), in der Antarktis am Südpol (South Pole Telescope, SPT) und in Spanien (Pico del Veleta in der Sierra Nevada, das 30 m IRAM Teleskop, PV). Die effektive Auflösung des Teleskops, die sich aus der Zusammenschaltung der Einzelteleskope ergibt, entspricht dem weitesten Abstand der Beobachtungsstationen (11.000 km); nicht jedoch die Lichtsammelleistung. Die entspricht nur der Summe der beteiligten Teleskope. Die Winkelauflösung entspricht der Auflösung eines Tennisballs auf dem Mond bei Beobachtung von der Erde. Inzwischen ist das EHT-Netzwerk noch erweitert worden. Die sehr umfangreichen Daten (viele Petabytes, jedes der acht Teleskope lieferte täglich rund 350 Terabyte), deren physischer Transport zum Beispiel aus der Antarktis ein besonderes Problem darstellte, mussten dann zeitlich und bezüglich der Teleskopausrichtung exakt verglichen werden. Die Datenauswertung erfolgte am Max-Planck-Institut für Radioastronomie und am MIT-Haystack-Observatorium und zog sich zwei Jahre hin, nicht nur wegen der Zusammensetzung der Daten der verschiedenen Teleskope, sondern auch weil die beteiligten Wissenschaftler sichergehen wollten, dass sie am Ende der komplexen Prozedur der Bilderstellung wirklich eine direkte Aufnahme eines Schwarzen Lochs vor sich hatten. Beteiligt waren über 200 Wissenschaftler aus 20 Nationen und von 59 Institutionen. An den vier Beobachtungstagen am 5., 6., 10. und 11. April 2017 herrschte ein Fenster guten Wetters auf allen acht Stationen.

## Sagittarius A*

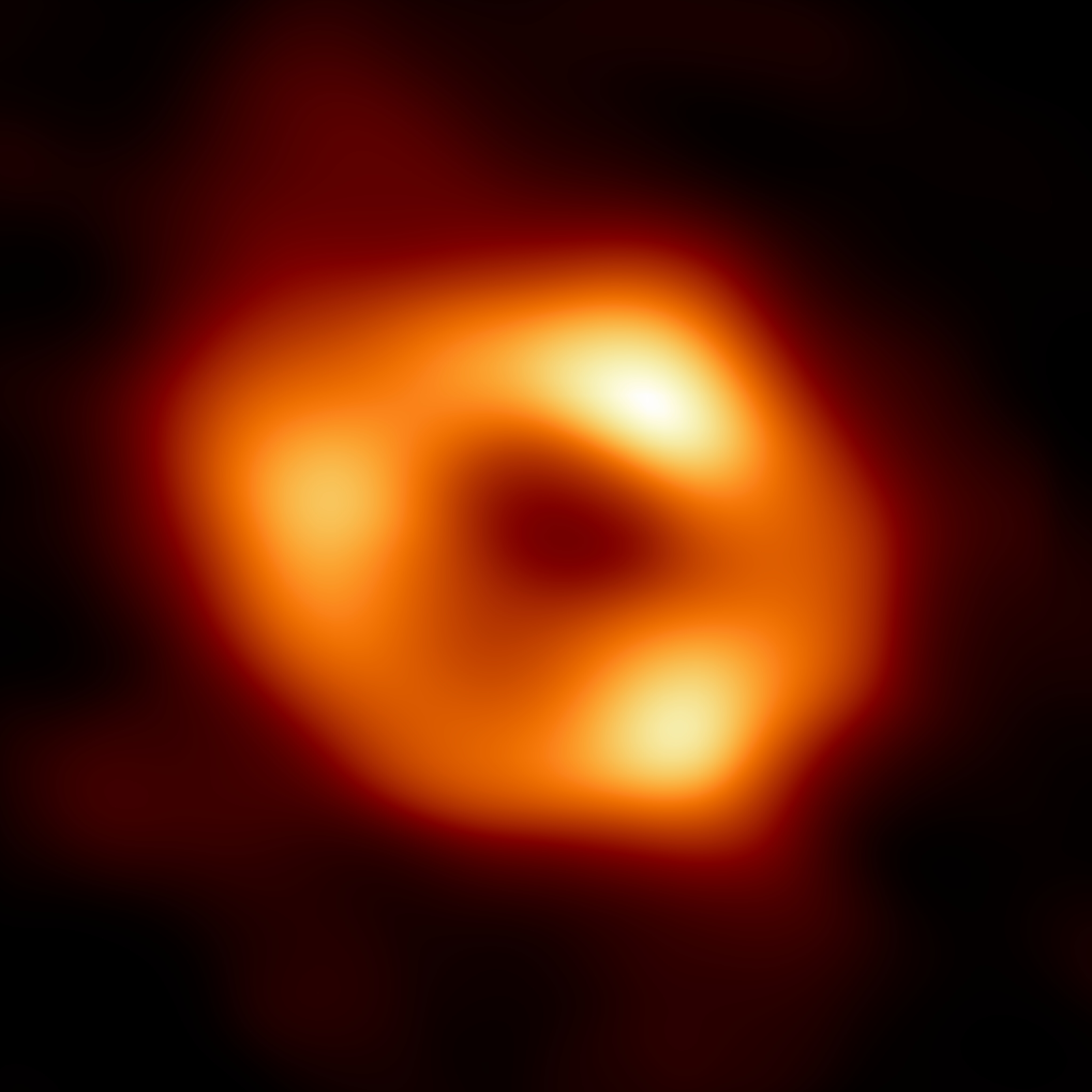
Bild des EHT von Sagittarius A

Gleichzeitig mit den Bildern M87 entstanden Bilder von Sagittarius A*, dem supermassereichen Schwarzen Loch im Zentrum der Milchstraße, die inzwischen weiter verbessert wurden. Über Sagittarius A* war schon vorher durch Infrarot-Beobachtungen von Sternen in der Umgebung vieles bekannt, unter anderem auch die Masse (für das fortlaufende Beobachtungsprogramm erhielten Andrea Ghez und Reinhard Genzel 2020 einen Teil des Nobelpreises für Physik). Sagittarius A* erscheint etwa gleich groß wie das Schwarze Loch in M87 (es ist zwar mit 26.000 Lichtjahren deutlich – etwa zweitausendmal – näher, das Schwarze Loch in M87 dafür aber rund tausendfünfhundertmal schwerer), ist aber dynamischer und die Bilder deshalb unschärfer. Die Materie in unmittelbarer Nähe zirkuliert bei Sagittarius A* im Abstand einiger Minuten und nicht in einigen Tagen wie bei M87. Auf den Bildern von Sagittarius A* war 2019 noch kein Schatten und kein heller Ring zu sehen, er zeigte sich erst nach weiteren Jahren der Datenanalyse. Am 12. Mai 2022 wurde ein Bild von Sagittarius A* der Öffentlichkeit präsentiert. Die Ergebnisse wurden am 12. Mai 2022 in sechs Teilen in den Astrophysical Journal Letters veröffentlicht (Event Horizon Collaboration: First Sagittarius A* Event Horizon Telescope Results, Band 930, 2022, L 12 bis L17). Das Bild wurde im April 2017 aufgenommen und in der Zwischenzeit von rund 300 Wissenschaftlern analysiert. Es ähnelt dem Bild von M87 mit einem hellen Ring um den Schatten mit einer Winkelgröße von rund 52 Mikrobogensekunden, ist aber deutlich dynamischer. Keine Modellierung ergibt eine genaue Übereinstimmung mit den Daten, die beste Erklärung liefert aber eine Akkretionsscheibe (MAD, magnetically arrested disk, das heißt, das Magnetfeld ist so stark, dass es den Plasmastrom in der Scheibe bestimmt und nicht umgekehrt) mit einer Neigung von unter 30 Grad. Außerdem wurde bestätigt, dass das schwarze Loch rotiert, allerdings ohne dass der Drehimpuls bestimmt werden konnte (er scheint nach Luciano Rezzolla nach den am besten den Beobachtungen entsprechenden Computermodellen aber nahe dem maximal für diesen Typ von schwarzem Loch und Akkretionsscheibe Möglichen zu liegen). Der innerste stabile Orbit in den Computermodellen hatte eine Umlaufzeit von unter 30 Minuten. Es gab Hinweise auf turbulente Auswärtsströmungen längs der Sichtlinie.
Die auf dem Bild sichtbaren Blobs sind Ergebnis einer Mittelung (die Aufnahme entstand über 8 Stunden mit den verschiedenen weltweit verteilten Teleskopen) und haben wenig Aussagekraft. Auch der schwarze Schatten zeigt nicht den Ereignishorizont (der nur einen Durchmesser von 12 Mikrobogensekunden hat und durch die Masse des Schwarzen Lochs bestimmt wird, entsprechend 15 Millionen km), sondern nur den sogenannten Schatten. Wegen der großen Veränderlichkeit während der Beobachtungszeit war die Bildrekonstruktion viel schwieriger als bei M87 und beruhte stark auf Vergleich mit sehr vielen Modellrechnungen, die für die unterschiedlichsten Szenarien angestellt wurden. Die „besten“ Annäherungen (u. a. Luciano Rezzolla) zeigen im Computermodell ohne Gravitationslinseneffekte und Gaswolken in der Sichtlinie im Radiolicht streifenförmige Orbits der Gaswolken der Akkretionsscheibe und dem liegt wiederum in Computersimulationen die rotierenden turbulenten Gaswolken selbst zu Grunde. Man hofft mit neuen Techniken und mehr Teleskopen bei zukünftigen Beobachtungen auch zeitlich bessere Auflösungen zu erhalten (ab etwa 2024), eventuell sogar Filme. Entsprechend erhofft man sich dann auch die genaue Bestimmung des Drehimpulses, eventuell durch Kombination mit anderen Beobachtungen.
Beteiligt waren 2017 das SPT, PV, Alma, Apex, LMT, SMT, SMA, und JCMT (für die Abkürzungen siehe unten). Dazu musste deren Position auf den Millimeter genau bekannt sein und die Beobachtungszeit mit Atomuhren gemessen werden. Die 3,5 Petabyte an Daten wurden auf Festplatten gespeichert und am Max-Planck-Institut für Radioastronomie in Bonn und am Haystack Observatory des MIT zusammengeführt und kalibriert (Korrektur der Atmosphäreneffekte, Kalibration der Teleskope). Um die Helligkeitsschwankungen durch dynamische Effekte während der Aufnahme beurteilen zu können, wurde auch auf anderen Wellenlängen parallel beobachtet.
Noch nicht in die Auswertung einbezogen sind die 2018, 2021 und 2022 erhobenen Daten des EHT.
Gegenwärtig (2022) sind nur die Schatten der Schwarzen Löcher von M87 und unserer Milchstraße groß genug, um beobachtet zu werden. Da das viel größere Schwarze Loch in M87 relativ ruhig ist will man sich am EHT auf Sagittarius A* konzentrieren.

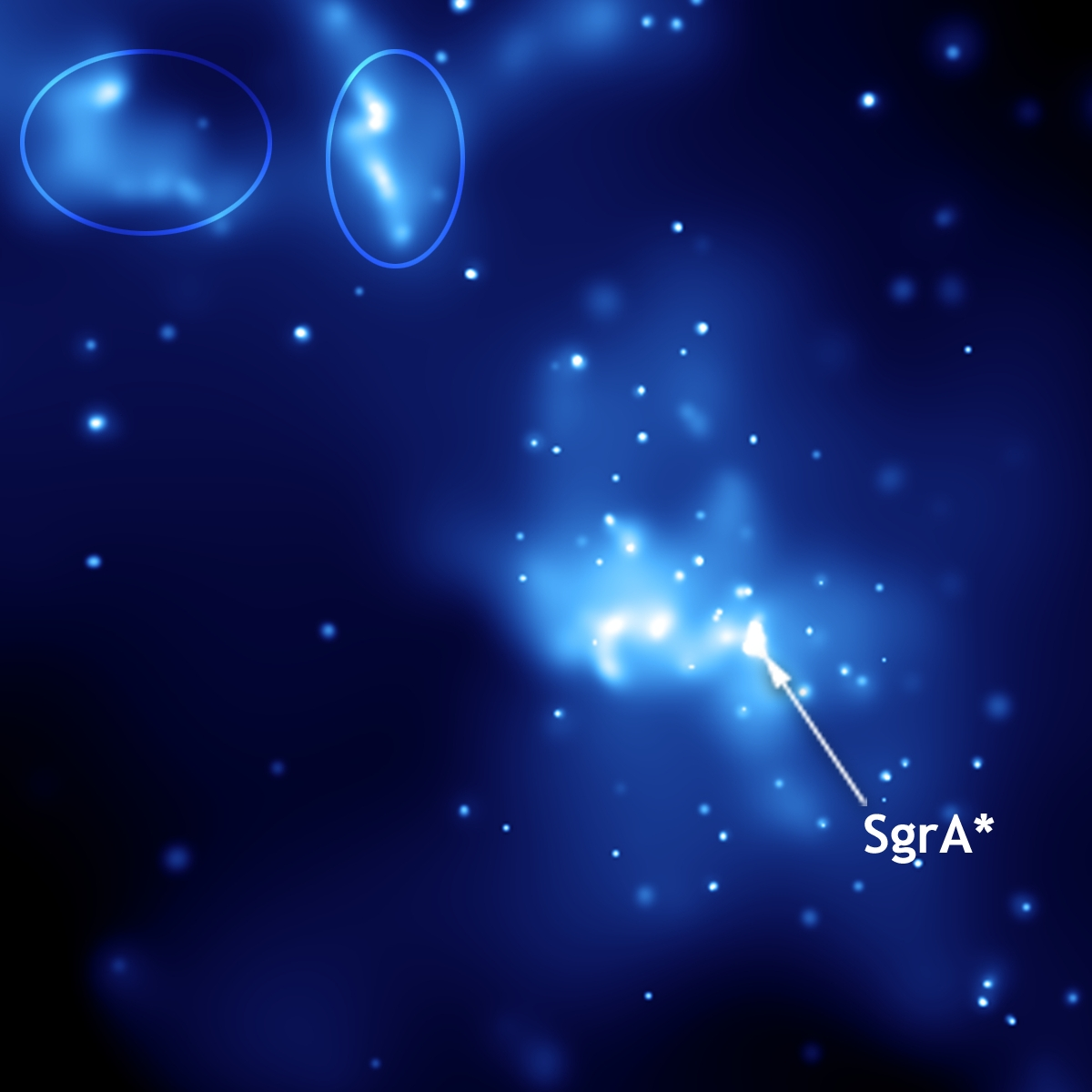
Röntgenbild von Sagittarius A* und zwei Lichtechos (markiert) einer früheren Explosion

## Teilnehmende Institutionen
Zu den teilnehmenden Institutionen gehören:
- Atacama Large Millimeter/submillimeter Array (ALMA)
- Atacama Pathfinder Experiment (APEX)
- Institut für Astronomie und Astrophysik der Academia Sinica (ASIAA)
- Arizona Radio Observatory (Teil des Steward Observatory) der University of Arizona
- Caltech-Submillimeter-Observatorium
- Combined Array for Research in Millimeter-Wave Astronomy (CARMA)
- Europäische Südsternwarte (ESO)
- Georgia State University
- Johann Wolfgang Goethe-Universität Frankfurt am Main
- Greenland Telescope (GLT)
- Harvard-Smithsonian Center for Astrophysics
- Submillimeter Array (SMA), Hawaii
- Submillimeter Telescope (SMT), Arizona
- University of Massachusetts Amherst
- Instituto Nacional de Astrofísica, Óptica y Electrónica (INAOE)
- Institut für Radioastronomie im Millimeterbereich (IRAM), mit dem Teleskop auf dem Pico del Veleta (PV) und später NOEMA
- East Asian Observatory (Kooperation von ASIAA, KASI, NAOC und NAOJ) / James Clerk Maxwell Telescope (JCMT)
- Large Millimeter Telescope (LMT), Mexiko
- MIT Computer Science and Artificial Intelligence Laboratory (CSAIL)
- Haystack Observatory (MIT)
- Max-Planck-Institut für extraterrestrische Physik
- Max-Planck-Institut für Radioastronomie
- National Astronomical Observatory of Japan (NAOJ)
- National Radio Astronomy Observatory (NRAO)
- National Science Foundation (NSF)
- Weltraumobservatorium Onsala
- Perimeter Institute for Theoretical Physics
- Radboud-Universität Nijmegen
- Astronomisches Observatorium Shanghai (SHAO)
- Universidad de Concepción
- Nationale Autonome Universität von Mexiko (UNAM)
- Radio Astronomy Laboratory / University of California, Berkeley
- South Pole Telescope (SPT) / University of Chicago
- University of Illinois at Urbana-Champaign
- University of Michigan

Seit den Beobachtungen von 2017 ist das Northern Extended Millimeter Array (NOEMA) der IRAM in den französischen Alpen hinzugekommen, so dass (Stand 2022) insgesamt elf Teleskope beteiligt sind.